# Jake McDorman
John Allen „Jake” McDorman IV (? –) amerikai színész.
Leginkább televíziós műsorokból ismert: 2007-től 2011-ig a Greek, a szövetség, 2015–2016 között pedig a Csúcshatás című sorozatok főszereplője volt. 2014-ben a Shameless – Szégyentelenek 4. évadjában kapott fontosabb szerepet. 2020-ban Alan Shepard űrhajóst alakította A Mercury-program űrhajósai című sorozatban.
Feltűnt még a Hétköznapi vámpírok – A sorozat (2019) és a Mrs. Davis (2023) epizódjaiban is.
Fontosabb filmjei közé tartozik az Amerikai mesterlövész (2014).

## Filmográfia

### Film
| Év   | Magyar cím                          | Eredeti cím                             | Szerep             | Magyar hang    |
| ---- | ----------------------------------- | --------------------------------------- | ------------------ | -------------- |
| 2005 |                                     | Echoes of Innocence                     | Dave               |                |
| 2006 | Aquamarine                          | Aquamarine                              | Raymond            | Molnár Levente |
| 2006 | Hajrá csajok: Mindent bele          | Bring It On: All or Nothing             | Brad Warner        | Láng Balázs    |
| 2007 | Die Hard 4.0 – Legdrágább az életed | Live Free or Die Hard                   | Jim                | Zöld Csaba     |
| 2008 |                                     | Moment (rövidfilm)                      | férfi              |                |
| 2010 |                                     | See You on the Other Side (rövidfilm)   | James              |                |
| 2014 | Amerikai mesterlövész               | American Sniper                         | Ryan „Biggles” Job | Szatory Dávid  |
| 2015 |                                     | See You in Valhalla                     | Magnus Burwood     |                |
| 2015 |                                     | Always Watching: A Marble Hornets Story | Charlie MacNeel    |                |
| 2016 |                                     | Me Him Her                              | Griffin            |                |
| 2017 | Lady Bird                           | Lady Bird                               | Mr. Bruno          | Hamvas Dániel  |
| 2018 | Ideális otthon                      | Ideal Home                              | Beau Brumble       |                |
| 2018 | Méltatlan a szeretetre              | Unlovable                               | Jesse              |                |
| 2018 |                                     | The Escape of Prisoner 614              | Thurman Hayford    |                |
| 2020 | Karácsonyi meglepi                  | Happiest Season                         | Connor             | Szatory Dávid  |
| 2022 | Jerry és Marge nagy húzása          | Jerry & Marge Go Large                  | Doug Selbee        |                |

### Television
| Év        | Magyar cím                      | Eredeti cím               | Szerep                              | Megjegyzések                                              |
| --------- | ------------------------------- | ------------------------- | ----------------------------------- | --------------------------------------------------------- |
| 2003      |                                 | Run of the House          | Scott Banks                         | 2 episodes                                                |
| 2004–2005 |                                 | Quintuplets               | Parker Chase                        | főszereplő (22 epizód)                                    |
| 2006      | Doktor House                    | House                     | Dan                                 | 1 epizód                                                  |
| 2006      | CSI: Miami helyszínelők         | CSI: Miami                | Carl Thornton                       | 1 epizód                                                  |
| 2007      | Döglött akták                   | Cold Case                 | Tanner                              | 1 episode                                                 |
| 2007–2011 | Greek, a szövetség              | Greek                     | Evan Chambers                       | főszereplő (70 epizód)                                    |
| 2011      |                                 | Memphis Beat              | Shane Vereen                        | 1 epizód                                                  |
| 2011      | Kettős személyiség              | The Craigslist Killer     | Philip Markoff                      | - tévéfilm - magyar hangja: - Széll Attila                |
| 2012      |                                 | Are You There, Chelsea?   | Rick Miller                         | főszereplő (12 epizód)                                    |
| 2012      | Híradósok                       | The Newsroom              | Tate Brady                          | 2 epizód                                                  |
| 2013–2014 | Shameless – Szégyentelenek      | Shameless                 | Mike Pratt                          | visszatérő szerep (10 epizód)                             |
| 2014      |                                 | Manhattan Love Story      | Peter                               | főszereplő (11 epizód)                                    |
| 2015–2016 | Csúcshatás                      | Limitless                 | Brian Finch                         | - főszereplő (22 epizód) - magyar hangja: - Szatory Dávid |
| 2018      |                                 | Murphy Brown              | Avery Brown                         | főszereplő (13 epizód)                                    |
| 2019      | Watchmen                        | Watchmen                  | Nelson Gardner / Captain Metropolis | 1 epizód                                                  |
| 2019–2020 | Hétköznapi vámpírok – A sorozat | What We Do in the Shadows | Jeff Suckler / Gregor               | 4 epizód                                                  |
| 2020      | A Mercury-program űrhajósai     | The Right Stuff           | Alan Shepard                        | főszereplő (8 epizód)                                     |
| 2021      | Dopesick                        | Dopesick                  | John Brownlee                       | minisorozat (8 epizód)                                    |
| 2023      | Mrs. Davis                      | Mrs. Davis                | Wiley                               | - főszereplő - magyar hangja: - Fehér Tibor               |
| 2023      | A 2009-es osztály               | Class of ’09              | Murphy                              | főszereplő minisorozat (8 epizód)                         |

## Fordítás
- Ez a szócikk részben vagy egészben  a   Jake McDorman című angol Wikipédia-szócikk ezen változatának fordításán alapul.  Az eredeti cikk szerkesztőit annak laptörténete sorolja fel. Ez a jelzés csupán a megfogalmazás eredetét és a szerzői jogokat jelzi, nem szolgál a cikkben szereplő információk forrásmegjelöléseként.